# Onobrychis dealbata
Onobrychis dealbata är en ärtväxtart som beskrevs av John Ellerton Stocks. Onobrychis dealbata ingår i släktet esparsetter, och familjen ärtväxter. Inga underarter finns listade i Catalogue of Life.